# Idiotul (film din 1951)
Idiotul este un film japonez din 1951, regizat de Akira Kurosawa.